# 安息香酸エチル
安息香酸エチル（あんそくこうさん—、ethyl benzoate）は、有機化合物の一種で、安息香酸とエタノールとが脱水縮合した構造 (C6H5CO2CH2CH3) を有するカルボン酸エステル。快い芳香を持つ無色の液体。消防法による第4類危険物 第3石油類に該当する。

## 合成と用途
安息香酸エチルは、安息香酸とエタノールを、フィッシャーエステル合成反応により縮合させると得られる。
C6H5CO2H  +  CH3CH2OH  →  C6H5CO2CH2CH3　（酸触媒下）
安息香酸メチルと同様に、ポ・デスパーニュ (Peau d'espagne) など、香水の成分として用いられる。また、果実の香りの人工香料とされる。